# Climats (film)
Pour les articles homonymes, voir Climat (homonymie).
Pour plus de détails, voir Fiche technique et Distribution.
Climats est un film français réalisé par Stellio Lorenzi, sorti en 1962. Il s'agit d'une adaptation du roman Climats de l'écrivain André Maurois, paru en 1928.

## Synopsis
Le couple Marcenat semble tout avoir pour être heureux. Pourtant, la frivolité d'Odile et la jalousie de Philippe vont conduire leur couple à sa rupture. Philippe, directeur de l'imprimerie familiale, trouve le réconfort auprès d'Isabelle, employée de longue date au moulin fabriquant le papier. La vie routinière d'Isabelle, entièrement dévouée à son travail, amène Philippe à nouer une relation amoureuse avec la jeune et enjouée Misa. Mais, devant le chagrin d'Isabelle, Philippe met fin à son idylle. Lorsque Odile, inconsolable depuis leur rupture, finit par se suicider, Philippe réalise alors qu'elle était son véritable amour.

## Fiche technique
- Titre original : Climats
- Réalisation : Stellio Lorenzi
- Scénario : Stellio Lorenzi, Rodolphe-Maurice Arlaud, René Cortade, Alain Decaux et Michèle O'Glor d'après le roman d'André Maurois, Climats (Éditions Grasset, 1928)
- Photo : Sacha Vierny
- Musique : Giovanni Fusco, Jean Lemaire
- Photographie : Sacha Vierny
- Son : Jean Labussière
- Montage : Gilbert Natot
- Décors : Jacques Chalvet
- Pays de production :  France
- Langue de tournage : français
- Période de tournage : 11 septembre au 4 novembre 1961
- Producteur : Robert Vignon
- Société de production : Filmel (France)
- Société de distribution : Rank
- Format : noir et blanc — 35 mm — 2.35:1 Dyaliscope — monophonique
- Genre : drame
- Durée : 103 minutes
- Date de sortie : France: 11 avril 1962
- Affiches : Jean Mascii (France), Enzo Nistri (Italie)

## Distribution
- Marina Vlady : Odile Marcenat
- Jean-Pierre Marielle : Philippe Marcenat
- Emmanuelle Riva : Isabelle
- Alexandra Stewart : Misa
- Michel Piccoli : François
- Gabrielle Dorziat : Madame Cheverny
- Renée Devillers : Madame Marceau
- Raymond Loyer : Jacques
- Jean Marchat : Didier Laurent
- Lucien Nat : Monsieur Marcenat
- Georges Géret